# 莫希利亞內 (札波羅熱州)
47°8′34″N 36°16′57″E / 47.14278°N 36.28250°E
莫希利亞尼（烏克蘭語：Могиляни）是位於烏克蘭東南部的村莊，由扎波羅熱州別爾江斯克區的切爾尼希夫卡市鎮負責管轄。該村處於托克馬克河左岸，始建於1785年，面積1.88平方公里，海拔高度155米，2001年人口273。